# Épinouze
Épinouze és un municipi francès situat al departament de la Droma i a la regió d'Alvèrnia-Roine-Alps. L'any 2007 tenia 1.272 habitants.

## Demografia

### Població
El 2007 la població de fet d'Épinouze era de 1.272 persones. Hi havia 508 famílies de les quals 120 eren unipersonals (60 homes vivint sols i 60 dones vivint soles), 164 parelles sense fills, 192 parelles amb fills i 32 famílies monoparentals amb fills.
La població ha evolucionat segons el següent gràfic:
Habitants censats

### Habitatges
El 2007 hi havia 571 habitatges, 511 eren l'habitatge principal de la família, 20 eren segones residències i 40 estaven desocupats. 485 eren cases i 85 eren apartaments. Dels 511 habitatges principals, 392 estaven ocupats pels seus propietaris, 107 estaven llogats i ocupats pels llogaters i 12 estaven cedits a títol gratuït; 2 tenien una cambra, 19 en tenien dues, 56 en tenien tres, 146 en tenien quatre i 288 en tenien cinc o més. 418 habitatges disposaven pel capbaix d'una plaça de pàrquing. A 229 habitatges hi havia un automòbil i a 255 n'hi havia dos o més.

### Piràmide de població
La piràmide de població per edats i sexe el 2009 era:
| Homes | Edats   | Dones |
| ----- | ------- | ----- |
| 0     | 95 o +  | 4     |
| 0     | 90 a 94 | 8     |
| 0     | 85 a 89 | 8     |
| 8     | 80 a 84 | 0     |
| 20    | 75 a 79 | 24    |
| 32    | 70 a 74 | 32    |
| 16    | 65 a 69 | 28    |
| 24    | 60 a 64 | 40    |
| 40    | 55 a 59 | 24    |
| 40    | 50 a 54 | 12    |
| 44    | 45 a 49 | 52    |
| 44    | 40 a 44 | 40    |
| 44    | 35 a 39 | 32    |
| 36    | 30 a 34 | 32    |
| 24    | 25 a 29 | 40    |
| 28    | 20 a 24 | 36    |
| 56    | 15 a 19 | 24    |
| 36    | 10 a 14 | 44    |
| 16    | 5 a 9   | 44    |
| 44    | 0 a 4   | 20    |

## Economia
El 2007 la població en edat de treballar era de 801 persones, 618 eren actives i 183 eren inactives. De les 618 persones actives 555 estaven ocupades (308 homes i 247 dones) i 63 estaven aturades (22 homes i 41 dones). De les 183 persones inactives 71 estaven jubilades, 53 estaven estudiant i 59 estaven classificades com a «altres inactius».

### Ingressos
El 2009 a Épinouze hi havia 578 unitats fiscals que integraven 1.490,5 persones, la mediana anual d'ingressos fiscals per persona era de 17.583 €.

### Activitats econòmiques
Dels 80 establiments que hi havia el 2007, 2 eren d'empreses extractives, 1 d'una empresa alimentària, 9 d'empreses de fabricació d'altres productes industrials, 18 d'empreses de construcció, 12 d'empreses de comerç i reparació d'automòbils, 3 d'empreses de transport, 5 d'empreses d'hostatgeria i restauració, 1 d'una empresa d'informació i comunicació, 4 d'empreses financeres, 3 d'empreses immobiliàries, 11 d'empreses de serveis, 1 d'una entitat de l'administració pública i 10 d'empreses classificades com a «altres activitats de serveis».
Dels 23 establiments de servei als particulars que hi havia el 2009, 1 era una oficina de correu, 2 tallers de reparació d'automòbils i de material agrícola, 1 paleta, 2 guixaires pintors, 5 fusteries, 4 lampisteries, 2 electricistes, 1 empresa de construcció i 5 perruqueries.
Dels 3 establiments comercials que hi havia el 2009, 1 era una botiga de menys de 120 m², 1 una fleca i 1 una floristeria.
L'any 2000 a Épinouze hi havia 46 explotacions agrícoles que ocupaven un total de 870 hectàrees.

## Equipaments sanitaris i escolars
El 2009 hi havia una escola elemental.

## Poblacions més properes
El següent diagrama mostra les poblacions més properes.